# Владо Милунић
Владо Милунић (Загреб, 3. март 1941 — 17. септембар 2022) био је чешки архитект хрватског порекла.
Милунић је живио у Прагу који је чувен по његовом најпознатијем делу, „Кућа која плеше“, коју је пројектовао заједно са Френком Геријем.
Завршио је Чешки технички универзитет у Прагу.
Речи Владе Милунића: "Ја сам чешки архитект јер сам завршио чешке школе. Исто тако нисам Чех премда имам чешко држављанство. Ја сам Југославен јер се тако осјећам унаточ чињеници да Југославија више на постоји. Ја сам Пражанин јер је Праг мој дом."